# Zyzomys
Zyzomys är ett släkte av däggdjur. Zyzomys ingår i familjen råttdjur.

## Systematik
Arter enligt Catalogue of Life och Wilson & Reeder (2005):
- Zyzomys argurus
- Zyzomys maini
- Zyzomys palatalis
- Zyzomys pedunculatus
- Zyzomys woodwardi

## Beskrivning
Dessa gnagare når en kroppslängd (huvud och bål) av 9 till 18 cm samt en svanslängd av 9 till 13 cm. Vikten varierar mellan 35 och 130 gram för de arter som blev uppmätt. Den styva pälsen har en grå eller brun färg på ovansidan och en vit färg på buken. Svansen är bra täckt med hår som antingen är mörka på ovansidan och ljusa på undersidan eller svansen är helt vit. Kännetecknande är svansens hud som blir tjockare under individens liv så att gamla individer har en påfallande tjock svans.
Zyzomys förekommer i Australien i norra Western Australia, norra Northern Territory och norra Queensland. Habitatet utgörs av skogar med tät undervegetation eller buskskogar på klippig mark.
Individerna är främst aktiva på natten. De äter frön, frukter och andra växtdelar.
Honor kan para sig hela året men hos vissa arter föds de flesta ungar under den australiska hösten. Dräktigheten varar cirka 33 dagar och en kull har upp till sex ungar. Ungarna blir efter fyra eller fem månader könsmogna. Bara ett fåtal individer lever något längre än två år.
Z. palatilis och Z. pedunculatus är mycket sällsynt och de listas därför av IUCN som akut hotad (CR), Z. maini listas som nära hotad (NT) och de andra två arterna betraktas som livskraftiga (LC).